# Raymond Bastin
Raymond Bastin, né le 9 juillet 1914 à Aniche et mort le 14 juillet 2018 dans le 7e arrondissement de Paris, est un professeur de médecine français, spécialisé dans les maladies infectieuses.

## Biographie

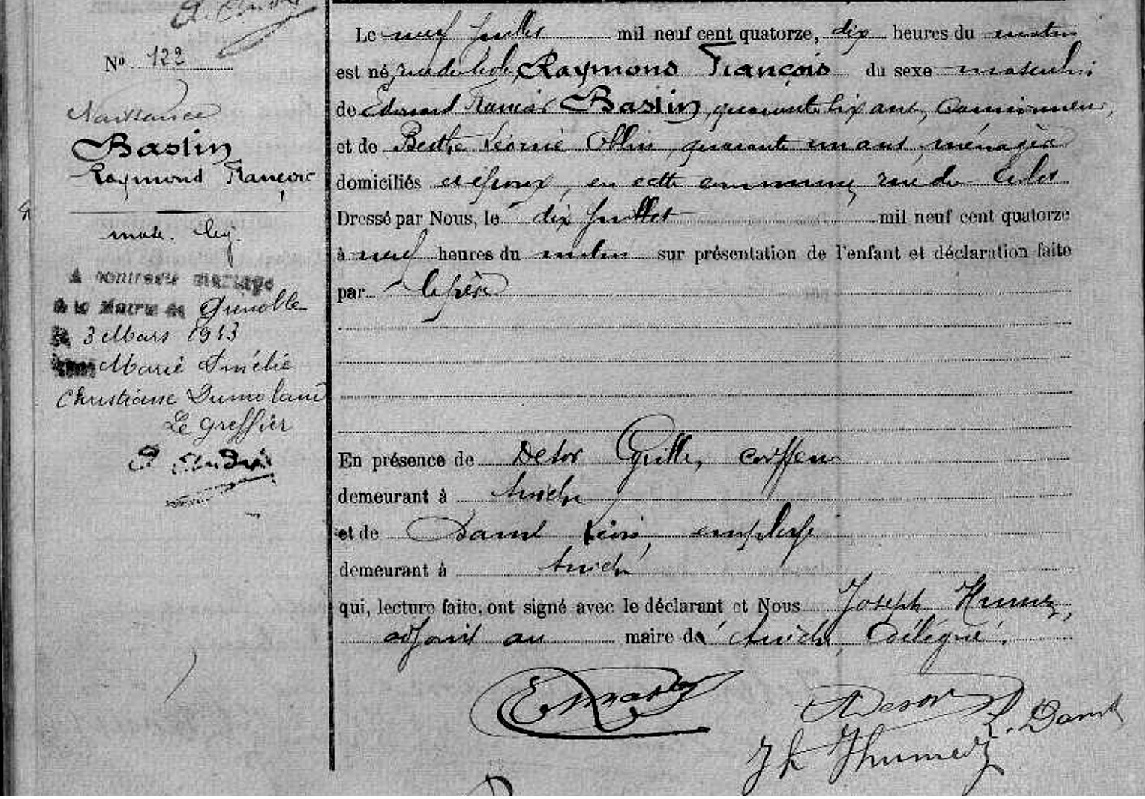
Acte de naissance de Raymond Bastin du 9 juillet 1914 à Aniche.

Raymond Bastin naît le 9 juillet 1914 à Aniche (Nord), rue des Écoles, actuelle rue Jules-Domisse.
Issu d'une famille bien implantée au niveau local, son père, Edouard Bastin, fut secrétaire de mairie d'Aniche de 1893 à 1910 et son grand-oncle Adolphe Bastin fut le maire de cette commune.

### Carrière

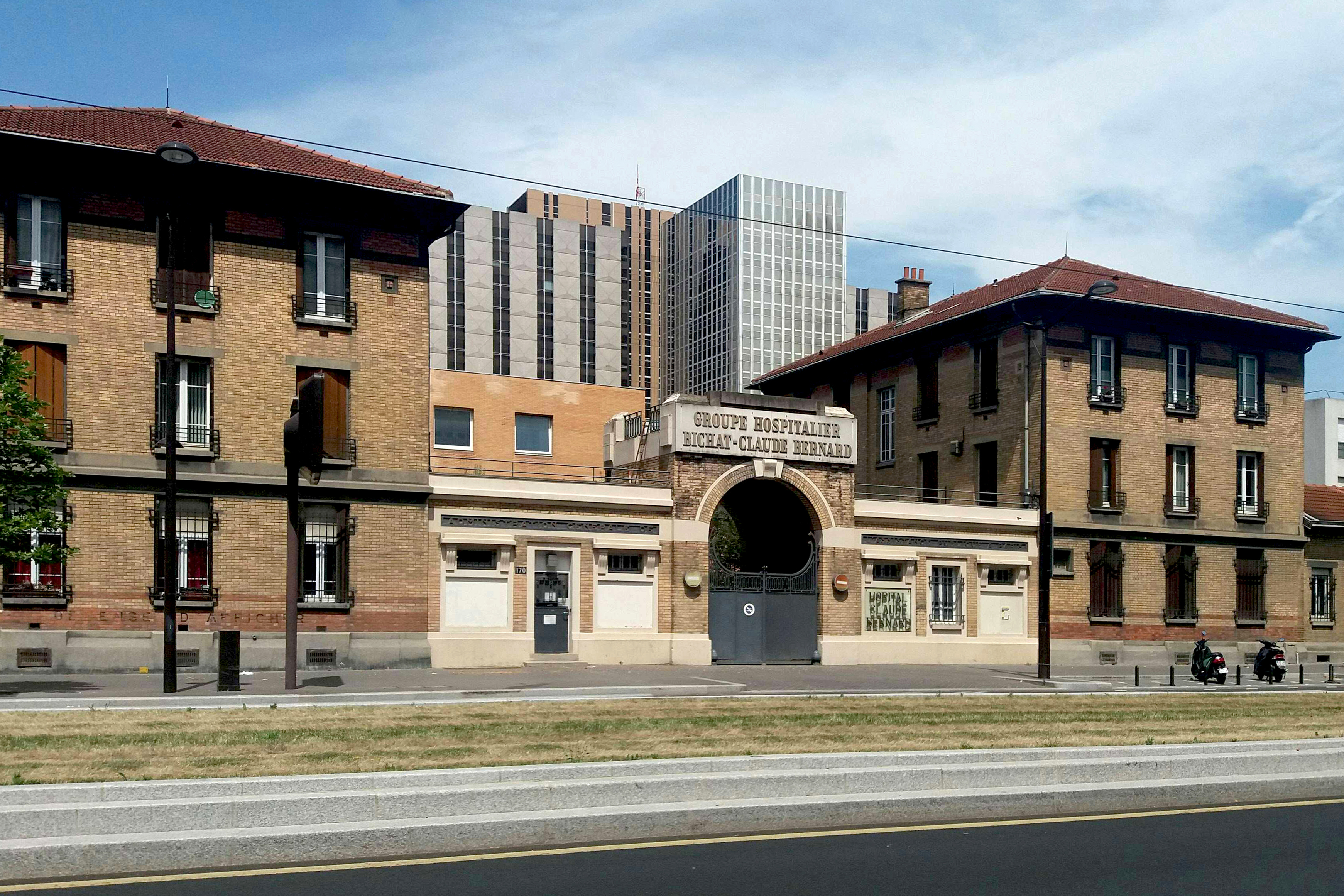
L'ancienne entrée de l'hôpital Claude-Bernard à Paris.

Raymond Bastin a exercé toute sa carrière de médecin à l'hôpital Claude-Bernard à partir de 1948 puis il devient successivement médecin des hôpitaux en 1951, agrégé en 1955, professeur de clinique des maladies infectieuses en 1958 (chef de clinique de la première enfance), chaire qu'il a occupée vingt-quatre ans jusqu'en 1982.
Ses travaux portent notamment sur les varicelles graves, les hémopathies malignes et le choléra et plus précisément sur les typhoïdes et paratyphoïdes, la réticulose bénigne d'inoculation, les pasteurelloses humaines et la cryptococcose ganglionnaire. Il a été durant de longues années, le collaborateur du Pr James Reilly, spécialiste des maladies infectieuses. Il fait également partie du groupe de médecins ayant participé à la prise en charge médicale du président Georges Pompidou avec notamment les Pr Jean Vignalou et Jean Bernard. Il donne son avis sur le communiqué médical, préparé par Édouard Balladur, alors secrétaire général de l'Élysée, le 1er avril 1974, avant de le faire diffuser par la presse.
En 1979, il est l'auteur d'un rapport portant son nom dénonçant le dysfonctionnement des différents centres de transfusion sanguine avant que soit créé l'établissement français du sang.
Raymond Bastin entre à l'Académie nationale de médecine en 1980 pour devenir secrétaire adjoint en 1986 et secrétaire perpétuel de 1993 à 1999 puis en 2015 membre émérite, élu membre honoraire étranger le 31 mai 1997 de l'Académie royale de médecine de Belgique. Il a présidé la Société française de Pathologie infectieuse de 1971 à 1976 a représenté l'Académie nationale de Médecine au Comité national d'éthique de 1983 à 1991, notamment lors de du scandale sanitaire, politique et financier connue sous le nom d'affaire du sang contaminé.
En 1991, le Pr Raymond Bastin, en sa qualité de secrétaire perpétuel de l'académie de médecine, avait fait adopter un vœu sur l'assistance aux mourants, allant dans une opposition très défavorable à la pratique de l'euthanasie par des membres du corps médical.

### Décès
Il meurt à l'âge de 104 ans le 13 juillet 2018 à Paris. Raymond Bastin a été enterré civilement à Mazières-en-Gâtine le 18 juillet 2018.

## Évocation
Le Pr Christian Perronne, médecin spécialisé dans le domaine des pathologies tropicales et des maladies infectieuses émergentes, évoque le Pr Bastin dans son ouvrage La vérité sur la maladie de Lyme, publié en 2019, où il explique qu'alors simple stagiaire, il explique avoir « eu la chance » d'effectuer un stage dans le service des maladies infectieuses et tropicales dirigé par le professeur qu'il qualifie de « très réputé ».

## Honneurs
Raymond Bastin est officier de la Légion d’honneur (nommé le 15 juin 1978) et commandeur des Palmes Académiques.